# Зеленко Катерина Михайлівна
Катерина Михайлівна Зеленко (нар. 10 серпня 1980, Вінниця) — український правознавиця і дипломатка, речниця Міністерства закордонних справ України (2018—2020). Надзвичайний і Повноважний Посол України в Сінгапурі (з 2020). Надзвичайний і Повноважний Посол України в Брунеї за сумісництвом (з 2021).

## Життєпис
Народилася 10 серпня 1980 року у Вінниці. У 2002 році закінчила Інститут міжнародних відносин Київського національного університету імені Тараса Шевченка за фахом «міжнародні відносини» з відзнакою.
З 2002 року на дипломатичній службі України. Працювала в Посольстві України в Республіці Австрія та Постійному Представництві при міжнародних організаціях у Відні, двічі — на посаді першого секретаря Посольства України у Німеччині. В період між закордонними відрядженнями обіймала різні посади в департаменті персоналу, департаменті Європейського союзу та політичному департаменті МЗС України.
Упродовж 2018—2020 років Катерина Зеленко відповідала за взаємодію з засобами масової інформації та інформаційно-роз'яснювальну роботу.
З 13 листопада 2020 року — Надзвичайний і Повноважний Посол України в Сінгапурі.
З 13 грудня 2021 року — Надзвичайний і Повноважний Посол України в Брунеї Даруссаламі за сумісництвом.
22 грудня 2021 року присвоєно дипломатичний ранг Надзвичайного і Повноважного Посланника другого класу.

## Приватне життя
Окрім української, володіє російською, німецькою та англійською мовами.
Одружена, має дочку.

## Дипломатичний ранг
- Надзвичайний і Повноважний Посланник першого класу (2024)[9]